# Élie Peyron
Pour les articles homonymes, voir Peyron.
 (mars 2012).
Si vous disposez d'ouvrages ou d'articles de référence ou si vous connaissez des sites web de qualité traitant du thème abordé ici, merci de compléter l'article en donnant les références utiles à sa vérifiabilité et en les liant à la section « Notes et références ».
Élie Peyron, né le 21 décembre 1857 à Nîmes et mort à Crest le 25 juin 1941, est un homme politique français, avocat à la cour d'appel de Nîmes, conseiller de l'arrondissement de Nîmes et député SFIO suppléant du Gard.

## Biographie
Élie Scipion Peyron est le fondateur de la Revue socialiste et de la fédération socialiste du Gard. Membre de l'Académie des sciences, belles-lettres et arts de Nîmes. Auteur de plusieurs études historiques. Chevalier du Mérite agricole, et officier d'Académie. Propriétaire du domaine de la Calguérole-Valbournès, à Générac-Bernis (Gard).
Ami d'Alphonse Daudet, Frédéric Mistral, Jules Claretie, Numa Gilly et Benoît Malon avec qui il fonda la Revue socialiste.
Défenseur du Maréchal de France Bazaine, lors de son procès en révision ; ceci à la demande du fils du maréchal, malgré le sentiment anti-bonapartiste d'Élie Peyron qui s'opposa jeune au régime de Napoléon III et malgré son admiration pour l'officier nîmois Louis-Nathaniel Rossel (farouche adversaire de François Bazaine) qui fut ministre de la Guerre de la Commune de Paris et fusillé par les « Versaillais ».
Il fut aussi en 1888, l'avocat de la défense de son ami Numa Gilly, député du Gard et maire de Nimes, dont il avait été suppléant.
Avocat célèbre, il fut l’auteur de plusieurs ouvrages et publications : Essais critiques en 1880, Benoit Malon en 1901, l’Anathème de Gambetta en 1908, M. Thiers en 1871 en 1903 (revue socialiste) et Bazaine fut-il un traître ? en 1904. Homme politique socialiste, dans la lignée de Numa Gilly Il fut conseiller de l'arrondissement de Nîmes pour le canton de Saint-Gilles (1898-1907), député suppléant et sous l'étiquette radical-socialiste candidat malheureux lors des élections législatives de 1893 dans la 2e circonscription de Nimes  face à Gaston Doumergue. Son frère, Paul Peyron, avait été lui-même conseiller général des Bouches-du-Rhône et maire des Saintes-Maries-de-la-Mer.
En 1937, il cessa toutes fonctions et se retira dans le domaine de la Barbéyère à Crest (Drôme) chez sa fille et son gendre, le pasteur Edmond Ponsoye.
Avec Émile Pons, il contribua sur son importante fortune personnelle à développer l'Armée du salut en France. 

### Famille
Fils d'Albin Peyron, né à Caissargues le 29 avril 1836 et mort au mas de la ville (Arles) le 1er janvier 1907. Époux de Amélie Theule dite « Manette » (5 décembre 1833-2 janvier 1926).
Marié en premières noces le 12 juin 1880 à Marie-Hélène Heimpel-Boissier, fille d’Adrien Heimpel dit Heimpel-Boissier (1837-1908), négociant-filateur à Bischwiller (Alsace) et Béziers puis pasteur à la Bastide de Virac (Gard), chevalier de la Légion d'honneur par décret du 12 janvier 1871 pour les services exceptionnels apportés à la défense de la ville de Strasbourg et de Marie Ehrhardt (1838-1887), de Schiltigheim, d'où une fille Alice Peyron-Heimpel, épouse de Charles Pons.
Marie-Hélène ayant disparu en 1882, il épouse en deuxièmes noces le 2 juin 1885 à Marthe Arnaud (1865-1943), fille du pasteur Eugène Arnaud. D'où deux filles : Odette Peyron qui épouse le pasteur Edmond Ponsoye, puis Gabrielle Peyron, célibataire.
Élie Peyron eut deux frères, Paul Peyron (1863-1946), maire des Saintes Maries de la mer, Président de la Caisse d’Épargne d'Arles, et Albin_Peyron, commandeur territorial de l'Armée du salut. Deux sœurs aussi, l'une Berthe Peyron (1864-1899) fut l'épouse du pasteur missionnaire Paul Minault, et l'autre Antoinette Peyron épouse d'Henri Tzaut, châtelain à Caissargues au château Peyron.

## Ouvrages
- Essais critiques en 1880
- Impressions et souvenirs de voyage, 1881
- Quinze jours en Camargue, 1882
- Benoit Malon en 1901, communication à l'Académie des Sciences, Belles-lettres et Arts de Nimes
- Un patriote: Rossel, 9 septembre 1844-28 novembre 1871, Élie Peyron, Conférence faite à la maison du peuple de Nimes le 31 mars 1900. Nimes, Maison du Peuple, 1900. 65p.
- M. Thiers en 1871 en 1903 (revue socialiste)
- Bazaine fut-il un traître ? Paris, Picard 1904.
- Le cas de Bazaine, Paris, Stock, 1905
- L’Anathème de Gambetta en 1908
- Bazaine devant ses juges, Paris, Stock, 1912